# Relaciones Afganistán-Venezuela
Las relaciones Afganistán-Venezuela se refieren a las relaciones internacionales que existen entre Afganistán y Venezuela.

## Historia
El presidente venezolano Hugo Chávez fue crítico de la guerra de Afganistán, y en 2001 describió la campaña como "combatir al terrorismo con terrorismo". Después de dichas declaraciones Estados Unidos llamó a su embajadora en Caracas para regresar a Washington por consultas.
Para agosto de 2021, después de la caída de Kabul el mismo mes y la toma del poder por los talibanes, ningún país había reconocido formalmente al nuevo gobierno talibán, incluyendo a Venezuela.